# Le boucher, la star et l’orpheline
Le boucher, la star et l’orpheline es una película francesa del género comedia de 1975, dirigida por Jérôme Savary, que a su vez la escribió junto a Jean Bach y Roland Topor, musicalizada por Jacques Coutureau, en la fotografía estuvo Ghislain Cloquet y William Lubtchansky, los protagonistas son Gérard Croce, Valérie Kling y Rosa Fumetto, entre otros. El filme fue realizado por Falby Blum International, Films d’Aventure et d’Amour y Les Films Christian Fechner, se estrenó el 19 de febrero de 1975.

## Sinopsis
Trata sobre un carnicero que anhela transformarse en un director reconocido. Le da empleo a actores célebres para después asesinarlos.